# Vegedream
Satchela Evrard Djedje (geboren op 25 augustus 1992 in Orléans, Frankrijk), beter bekend onder de artiestennaam Vegedream, is een Franse hiphop-, R&B- en urban popzanger (mannelijke) songwriter van Ivoriaanse afkomst.  Hij is getekend bij Universal Music France en is vooral bekend met zijn hit Ramenez la coupe à la maison die bovenaan de Franse SNEP Singles Lijst stond.  In 2018 bracht hij zijn studioalbum Marchand de sable uit.

## Discografie

### Studio-albums
| Jaar | Album               | Piek posities | Piek posities | Piek posities | Piek posities | Piek posities |
| Jaar | Album               | FRA           | BEL (Wa)      | DEN           | NLD           | ZW            |
| ---- | ------------------- | ------------- | ------------- | ------------- | ------------- | ------------- |
| 2018 | Marchand de sable   | 5             | 29            | 38            | 24            | —             |
| 2019 | Ategban             | 9             | 29            | —             | —             | 45            |
| 2022 | La boîte de Pandore | 7             | 149           | —             | —             | —             |

### Singles
| Jaar | Titel                                               | Piek posities | Piek posities | Piek posities | Piek posities | Certificeringen | Album               |
| Jaar | Titel                                               | FRA           | BEL (Wa)      | ZWI           | VK            | Certificeringen | Album               |
| ---- | --------------------------------------------------- | ------------- | ------------- | ------------- | ------------- | --------------- | ------------------- |
| 2017 | "Obscure"                                           | 161           | —             | —             | —             |                 | Marchand de sable   |
| 2018 | "La fuite" (Met DJ Leska)                           | 50            | —             | —             | —             |                 | Marchand de sable   |
| 2018 | "La rue"                                            | 109           | —             | —             | —             |                 | Marchand de sable   |
| 2018 | "Du temps"                                          | 136           | —             | —             | —             |                 | Marchand de sable   |
| 2018 | "Ramenez la coupe à la maison"                      | 1             | 27            | 3             | 60            | - BPI: Silver   | Marchand de sable   |
| 2018 | "Jusqu'ici tout va bien" (Met Sofiane)              | 114           | —             | —             | —             |                 | 93 Empire           |
| 2018 | "C'est mon année"                                   | 70            | —             | —             | —             |                 | Marchand de sable 2 |
| 2019 | "Ma Go Sure"                                        | 77            | —             | —             | —             |                 | Marchand de sable 2 |
| 2019 | "Instagram" (featuring Joé Dwèt Filé)               | 45            | —             | —             | —             |                 | Ategban             |
| 2019 | "Calimero"(featuring Dadju)                         | 136           | —             | —             | —             |                 | Ategban             |
| 2019 | "Elle est bonne sa mère" (featuring Ninho)          | 2             | 43            | 100           | —             |                 | Ategban             |
| 2019 | "Ibiza"(featuring Jessica Aire and Anilson & Viélo) | —             | —             | —             | —             |                 | Ategban             |
| 2019 | "La cité"                                           | —             | —             | —             | —             |                 | Game Over Volume 2  |
| 2019 | "Mes doutes"                                        | —             | —             | —             | —             |                 | Ategban (Deluxe)    |
| 2020 | "Daishi"                                            | —             | —             | —             | —             |                 |                     |
| 2020 | "Juste une fois"                                    | 169           | —             | —             | —             |                 |                     |
| 2020 | "Marchand de sable Part. 6 (Gestuelle)"             | —             | —             | —             | —             |                 |                     |
| 2020 | "Pour nous" (with Tayc)                             | 47            | —             | —             | —             |                 |                     |
| 2021 | "Touché dans le cœur"                               | 91            | —             | —             | —             |                 |                     |
| 2021 | "B.E.T.E"(with Nesly)                               | —             | —             | —             | —             |                 |                     |
| 2021 | "Madame Djé (Djenaba)"                              | 116           | —             | —             | —             |                 |                     |
| 2022 | "On a l'habitu (Ok Many)"(featuring Naps)           | 94            | —             | —             | —             |                 |                     |
| 2022 | "Merci les bleus"                                   | 30            | —             | —             | —             |                 |                     |

### Uitgelichte singles
- "Un borgtocht" (Neraah featuring Vegedream, 2017) [18]
- "C'est la loi" ( Naza featuring Vegedream, 2018) [19]
- "Puerto Rico" ( Sy'm featuring Vegedream, 2019) [20]
- "Sors de ma vie" (Zayra met Vegedream, 2019) [21]
- "Shaku" (KTL met Vegedream, 2020) [22]
- "Kodo" (Elams met Vegedream)

### Andere nummers in de hitlijsten
| Jaar | Titel                                             | Piek posities | Album               |
| Jaar | Titel                                             | FRA           | Album               |
| ---- | ------------------------------------------------- | ------------- | ------------------- |
| 2018 | "Marchand de sable Part. 4 (Du saal)"             | 99            | Marchand de sable   |
| 2018 | "Laisser tomber"                                  | 170           | Marchand de sable   |
| 2018 | "Mama he"                                         | 64            | Marchand de sable   |
| 2018 | "Tout braadpan" (featuring H Magnum )             | 152           | Marchand de sable   |
| 2018 | "Princes de la ville" (Dosse featuring Vegedream) | 91            | Vidalossa           |
| 2018 | "On y va"                                         | 173           | Marchand de sable 2 |
| 2019 | "Personne" (met Damso )                           | 36            | Ategban             |

## Priveleven
Zowel zijn vader als zijn oom Ziké (ook een artiest) komen uit Gagnoa, in Ivoorkust, en in elk nummer zegt hij de Franse uitdrukking Et ça c'est Vegedream de Gagnoa, wat betekent "Dit is Vegedream uit Gagnoa". Hij kreeg die uitdrukking toen hij Gagnoa als kind bezocht. Hij wordt daarom ook Vegedream de Gagnoa genoemd, evenals Vege en Vegeta .